# 77. Kongress der Vereinigten Staaten
Der 77. Kongress der Vereinigten Staaten, bestehend aus dem Repräsentantenhaus und dem Senat, war die Legislative der Vereinigten Staaten. Seine Legislaturperiode dauerte vom 3. Januar 1941 bis zum 3. Januar 1943. Alle Abgeordneten des Repräsentantenhauses sowie ein Drittel der Senatoren (Klasse I) waren im November 1940 bzw. im September im Bundesstaat Maine bei den Kongresswahlen gewählt worden. Dabei ergab sich in beiden Kammern eine Mehrheit für die Demokratische Partei, die mit Franklin D. Roosevelt auch den Präsidenten stellte. Der Republikanischen Partei blieb nur die Rolle in der Opposition. Während der Legislaturperiode gab es einige Rücktritte und Todesfälle, die aber an den Mehrheitsverhältnissen nichts änderten. Der Kongress tagte in der amerikanischen Bundeshauptstadt Washington, D.C. Die Vereinigten Staaten bestanden damals aus 48 Bundesstaaten. Die Sitzverteilung im Repräsentantenhaus basierte auf der Volkszählung von 1930.

## Wichtige Ereignisse
Siehe auch 1941 und 1942
- 3. Januar 1941: Beginn der Legislaturperiode des 77. Kongresses
- Die ersten elf Monate der Legislaturperiode, in denen die Vereinigten Staaten noch nicht am Zweiten Weltkrieg teilnahmen, waren von den Ereignissen des in Europa bereits seit 1939 tobenden Kriegs geprägt. Außerdem bedrohte die japanische Aggression im asiatischen Raum immer mehr die Beziehungen zu den USA.
- 7. Dezember 1941: Japanischer Angriff auf den amerikanischen Marinestützpunkt Pearl Harbor auf Hawaii. Die Vereinigten Staaten werden dadurch in den Zweiten Weltkrieg hineingezogen. Kurz darauf erklärt Deutschland als Verbündeter Japans den USA den Krieg.

Die restliche Legislaturperiode ist von den Kriegsereignissen geprägt.

## Die wichtigsten Gesetze
In den Sitzungsperioden des 77. Kongresses wurden unter anderem folgende Bundesgesetze verabschiedet (siehe auch: Gesetzgebungsverfahren):
- 11. März 1941: Leih- und Pachtgesetz verabschiedet
- 18. August 1941: Flood Control Act of 1941
- 8. Dezember 1941: Kriegserklärung an Japan.
- 11. Dezember 1941: Nach der deutschen Kriegserklärung an die USA beschließt der Kongress seinerseits die Erklärung des Kriegszustandes mit Deutschland. Gleichzeitig wird auch Italien der Krieg erklärt.
- 30. Januar 1942: Emergency Price Control Act
- 5. Juni 1942: Kriegserklärung an Bulgarien, Ungarn und Rumänien.
- 22. Juni 1942: Resolution— United States Flag Code, einschließlich des Treueschwurs Pledge of Allegiance

## Zusammensetzung nach Parteien

### Senat
- Demokratische Partei: 66 (Mehrheit)
- Republikanische Partei: 28
- Progressive: 1
- Sonstige: 1

Gesamt: 96

### Repräsentantenhaus
- Demokratische Partei: 267 (Mehrheit)
- Republikanische Partei: 162
- Progressive: 3
- Labour: 1
- Minnesota-Farmer and Labour Party: 1
- Unabhängiger Demokrat: 1

Gesamt: 435
Außerdem gab es noch vier nicht stimmberechtigte Kongressdelegierte.

## Amtsträger

### Senat
- Präsident des Senats: John Nance Garner (D) bis zum 20. Januar 1941, dann Henry A. Wallace (D)
- Präsident pro tempore: Pat Harrison (D) bis zum 22. Juni 1941, dann Carter Glass (D)

#### Führung der Mehrheitspartei
- Mehrheitsführer: Alben W. Barkley (D)
- Mehrheitswhip: J. Lister Hill (D)

#### Führung der Minderheitspartei
- Minderheitsführer: Charles L. McNary (R)
- Minderheitswhip: unbesetzt zwischen 1935 und 1945

### Repräsentantenhaus
- Sprecher des Repräsentantenhauses: Sam Rayburn (D)

#### Führung der Mehrheitspartei
- Mehrheitsführer: John W. McCormack (D)
- Mehrheitswhip: Patrick J. Boland, (D) bis zum 18. Mai 1942, dann Robert Ramspeck (D)

#### Führung der Minderheitspartei
- Minderheitsführer: Joseph William Martin (R)
- Minderheitswhip: Harry Lane Englebright (R)

## Senatsmitglieder
Im 77. Kongress vertraten folgende Senatoren ihre jeweiligen Bundesstaaten:
| Alabama - 2. John H. Bankhead (D) - 3. J. Lister Hill (D) Arizona - 1. Ernest McFarland (D) - 3. Carl Hayden (D) Arkansas - 2. John E. Miller (D) bis zum 31. März 1941 - G. Lloyd Spencer (D) ab dem 1. April 1941 - 3. Hattie Caraway (D) Kalifornien - 1. Hiram Johnson (R) - 3. Sheridan Downey (D) Colorado - 2. Edwin C. Johnson (D) - 3. Alva B. Adams (D) bis zum 1. Dezember 1941 - Eugene Millikin (R) ab dem 20. Dezember 1941 Connecticut - 1. Francis T. Maloney (D) - 3. John A. Danaher (R) Delaware - 1. James M. Tunnell (D) - 2. James H. Hughes (D) Florida - 1. Charles O. Andrews (D) - 3. Claude Pepper (D) Georgia - 2. Richard B. Russell (D) - 3. Walter F. George (D) Idaho - 2. John W. Thomas (R) - 3. David Worth Clark (D) Illinois - 2. Charles W. Brooks (R) - 3. Scott W. Lucas (D) Indiana - 1. Raymond E. Willis (R) - 3. Frederick Van Nuys (D) Iowa - 2. Clyde L. Herring (D) - 3. Guy Gillette (D) Kansas - 2. Arthur Capper (R) - 3. Clyde M. Reed (R) Kentucky - 2. Happy Chandler (D) - 3. Alben W. Barkley (D) Louisiana - 2. Allen J. Ellender (D) - 3. John H. Overton (D) Maine - 1. Owen Brewster (R) - 2. Wallace H. White (R) Maryland - 1. George L. P. Radcliffe (D) - 3. Millard Tydings (D) Massachusetts - 1. David I. Walsh (D) - 2. Henry Cabot Lodge Jr. (R) Michigan - 1. Arthur H. Vandenberg (R) - 2. Prentiss M. Brown (D) Minnesota - 1. Henrik Shipstead (R) - 2. Joseph H. Ball (R) bis zum 18. November 1942 - Arthur E. Nelson (R) ab dem 18. November 1942 Mississippi - 1. Theodore G. Bilbo (D) - 2. Pat Harrison (D) bis zum 22. Juni 1941 - James Eastland (D) vom 30. Juni bis zum 28. September 1941 - Wall Doxey (D) ab dem 29. September 1941 Missouri - 1. Harry S. Truman (D) - 3. Bennett Champ Clark (D) Montana - 1. Burton K. Wheeler (D) - 2. James Edward Murray (D) Nebraska - 1. Hugh A. Butler (R) - 2. George W. Norris (Unabhängiger) | Nevada - 1. Berkeley L. Bunker (D) bis zum 7. Dezember 1942 - James Graves Scrugham (D) ab dem 7. Dezember 1942 - 3. Pat McCarran (D) New Hampshire - 2. Styles Bridges (R) - 3. Charles W. Tobey (R) New Jersey - 1. William Warren Barbour (R) - 2. William Smathers (D) New Mexico - 1. Dennis Chavez (D) - 2. Carl Hatch (D) New York - 1. James M. Mead (D) - 3. Robert F. Wagner (D) North Carolina - 2. Josiah William Bailey (D) - 3. Robert Rice Reynolds (D) North Dakota - 1. William Langer (R) - 3. Gerald Nye (R) Ohio - 1. Harold Hitz Burton (R) - 3. Robert A. Taft (R) Oklahoma - 2. Joshua B. Lee (D) - 3. Elmer Thomas (D) Oregon - 2. Charles L. McNary (R) - 3. Rufus C. Holman (R) Pennsylvania - 1. Joseph F. Guffey (D) - 3. James J. Davis (R) Rhode Island - 1. Peter G. Gerry (D) - 2. Theodore F. Green (D) South Carolina - 2. James F. Byrnes (D) bis zum 17. Juli 1941 - Alva M. Lumpkin (D) vom 22. Juli bis zum 1. August 1941 - Roger C. Peace (D) vom 5. August bis zum 4. November 1941 - Burnet R. Maybank (D) ab dem 5. November 1941 - 3. Ellison D. Smith (D) South Dakota - 2. William J. Bulow (D) - 3. John Chandler Gurney (R) Tennessee - 1. Kenneth McKellar (D) - 2. Tom Stewart (D) Texas - 1. Tom Connally (D) - 2. Morris Sheppard (D) bis zum 9. April 1941 - Andrew Jackson Houston (D) vom 21. April bis zum 26. Juni 1941 - W. Lee O’Daniel (D) ab dem 28. Juni 1941 Utah - 1. Orrice Abram Murdock (D) - 3. Elbert D. Thomas (D) Vermont - 1. Warren Austin (R) - 3. George Aiken (R) Virginia - 1. Harry F. Byrd Sr. (D) - 2. Carter Glass (D) Washington - 1. Monrad Charles Wallgren (D) - 3. Homer Bone (D) West Virginia - 1. Harley M. Kilgore (D) - 2. Matthew M. Neely (D) bis zum 12. Januar 1941 - Joseph Rosier (D) vom 13. Januar 1841 bis zum 17. November 1942 - Hugh Ike Shott (R) ab dem 18. November 1942 Wisconsin - 1. Robert M. La Follette Jr. (Wisconsin Progressive Party) - 3. Alexander Wiley (R) Wyoming - 1. Joseph C. O’Mahoney (D) - 2. Henry H. Schwartz (D) |

## Mitglieder des Repräsentantenhauses
Folgende Kongressabgeordnete vertraten im 77. Kongress die Interessen ihrer jeweiligen Bundesstaaten:
| Alabama 9 Wahlbezirke - 1. Frank W. Boykin (D) - 2. George M. Grant (D) - 3. Henry B. Steagall (D) - 4. Sam Hobbs (D) - 5. Joe Starnes (D) - 6. Pete Jarman (D) - 7. Walter W. Bankhead (D) bis zum 1. Februar 1941 - Carter Manasco (D) ab dem 24. Juni 1941 - 8. John Sparkman (D) - 9. Luther Patrick (D) Arizona Staatsweite Wahl - John R. Murdock (D) Arkansas 7 Wahlbezirke. - 1. Ezekiel Candler Gathings (D) - 2. Wilbur Daigh Mills (D) - 3. Clyde T. Ellis (D) - 4. William Fadjo Cravens (D) - 5. David Dickson Terry (D) - 6. William Frank Norrell (D) - 7. Oren Harris (D) Kalifornien 20 Wahlbezirke. - 1. Clarence F. Lea (D) - 2. Harry Lane Englebright (R) - 3. Frank H. Buck (D) bis zum 17. September 1942 - 4. Thomas Rolph (R) - 5. Richard J. Welch (R) - 6. Albert E. Carter (R) - 7. John H. Tolan (D) - 8. Jack Z. Anderson (R) - 9. Bertrand W. Gearhart (R) - 10. Alfred J. Elliott (D) - 11. John Carl Hinshaw (R) - 12. Jerry Voorhis (D) - 13. Charles Kramer (D) - 14. Thomas F. Ford (D) - 15. John M. Costello (D) - 16. Leland M. Ford (R) - 17. Lee E. Geyer (D) bis zum 11. Oktober 1941 - Cecil R. King (D) ab dem 25. August 1942 - 18. William Ward Johnson (R) - 19. Harry R. Sheppard (D) - 20. Edouard Izac (D) Colorado 4 Wahlbezirke - 1. Lawrence Lewis (D) - 2. William S. Hill (R) - 3. John Chenoweth (R) - 4. Edward T. Taylor (D) bis zum 3. September 1941 - Robert F. Rockwell (R) ab dem 9. Dezember 1941 Connecticut 5 Wahlbezirke. Außerdem wurde ein Abgeordneter staatsweit gewählt - 1. Herman P. Kopplemann (D) - 2. William J. Fitzgerald (D) - 3. James A. Shanley (D) - 4. Le Roy D. Downs (D) - 5. J. Joseph Smith (D) bis zum 4. November 1941 - Joseph E. Talbot (R) ab dem 20. Januar 1942 - 6. Lucien J. Maciora (D) staatsweit gewählt Delaware Staatsweite Wahl - Philip A. Traynor (D) Florida 5 Wahlbezirke - 1. J. Hardin Peterson (D) - 2. Robert A. Green (D) - 3. Robert Sikes (D) - 4. Pat Cannon (D) - 5. Joe Hendricks (D) Georgia 10 Wahlbezirke - 1. Hugh Peterson (D) - 2. Edward E. Cox (D) - 3. Stephen Pace (D) - 4. Albert Sidney Camp (D) - 5. Robert Ramspeck (D) - 6. Carl Vinson (D) - 7. Malcolm C. Tarver (D) - 8. John S. Gibson (D) - 9. B. Frank Whelchel (D) - 10. Paul Brown (D) Idaho 2 Wahlbezirke - 1. Compton I. White (D) - 2. Henry Dworshak (R) Illinois 25 Wahlbezirke. Außerdem wurden zwei Abgeordnete staatsweit gewählt - 1. Arthur W. Mitchell (D) - 2. Raymond S. McKeough (D) - 3. Edward A. Kelly (D) - 4. Harry P. Beam (D) bis zum 6. Dezember 1942 - 5. Adolph J. Sabath (D) - 6. A. F. Maciejewski (D) bis zum 8. Dezember 1942 - 7. Leonard W. Schuetz (D) - 8. Leo Kocialkowski (D) - 9. Charles S. Dewey (R) - 10. George A. Paddock (R) - 11. Chauncey W. Reed (R) - 12. Noah M. Mason (R) - 13. Leo E. Allen (R) - 14. Anton J. Johnson (R) - 15. Robert B. Chiperfield (R) - 16. Everett Dirksen (R) - 17. Leslie C. Arends (R) - 18. Jessie Sumner (R) - 19. William H. Wheat (R) - 20. James M. Barnes (D) - 21. George Evan Howell (R) - 22. Edwin M. Schaefer (D) - 23. Laurence F. Arnold (D) - 24. James V. Heidinger (R) - 25. C. W. Bishop (R) - 26. Stephen A. Day (R) staatsweit gewählt - 27. William Stratton (R) staatsweit gewählt Indiana 12 Wahlbezirke - 1. William T. Schulte (D) - 2. Charles A. Halleck (R) - 3. Robert A. Grant (R) - 4. George W. Gillie (R) - 5. Forest Harness (R) - 6. Noble J. Johnson (R) - 7. Gerald W. Landis (R) - 8. John W. Boehne (D) - 9. Earl Wilson (R) - 10. Raymond S. Springer (R) - 11. William Larrabee (D) - 12. Louis Ludlow (D) Iowa 9 Wahlbezirke - 1. Thomas E. Martin (R) - 2. William S. Jacobsen (D) - 3. John W. Gwynne (R) - 4. Henry O. Talle (R) - 5. Karl M. Le Compte (R) - 6. Paul Cunningham (R) - 7. Ben F. Jensen (R) - 8. Fred C. Gilchrist (R) - 9. Vincent F. Harrington (D) bis zum 5. September 1942 - Harry E. Narey (R) ab dem 3. November 1942 Kansas 7 Wahlbezirke. - 1. William P. Lambertson (R) - 2. Ulysses Samuel Guyer (R) - 3. Thomas Daniel Winter (R) - 4. Edward Herbert Rees (R) - 5. John Mills Houston (D) - 6. Frank Carlson (R) - 7. Clifford R. Hope (R) Kentucky 9 Wahlbezirke - 1. Noble Jones Gregory (D) - 2. Beverly M. Vincent (D) - 3. Emmet O’Neal (D) - 4. Edward W. Creal (D) - 5. Brent Spence (D) - 6. Virgil Chapman (D) - 7. Andrew J. May (D) - 8. Joe B. Bates (D) - 9. John M. Robsion (R) Louisiana 8 Wahlbezirke - 1. Felix Edward Hébert (D) - 2. Hale Boggs (D) - 3. James Domengeaux (D) - 4. Overton Brooks (D) - 5. Newt V. Mills (D) - 6. Jared Y. Sanders Jr. (D) - 7. Vance Plauche (D) - 8. A. Leonard Allen (D) Maine 3 Wahlbezirke - 1. James C. Oliver (R) - 2. Margaret Chase Smith (R) - 3. Frank Fellows (R) Maryland 6 Wahlbezirke. - 1. David Jenkins Ward (D) - 2. William Purington Cole (D) bis zum 26. Oktober 1942 - 3. Thomas D’Alesandro (D) - 4. John Ambrose Meyer (D) - 5. Lansdale Sasscer (D) - 6. William D. Byron (D) bis zum 27. Februar 1941 - Katharine Byron (D) ab dem 27. Mai 1941 Massachusetts 15 Wahlbezirke - 1. Allen T. Treadway (R) - 2. Charles R. Clason (R) - 3. Joseph E. Casey (D) - 4. Pehr G. Holmes (R) - 5. Edith Nourse Rogers (R) - 6. George J. Bates (R) - 7. Lawrence J. Connery (D) bis zum 19. Oktober 1941 - Thomas J. Lane (D) ab dem 30. Dezember 1941 - 8. Arthur Daniel Healey (D) bis zum 3. August 1942 - 9. Thomas H. Eliot (D) - 10. George H. Tinkham (R) - 11. Thomas A. Flaherty (D) - 12. John W. McCormack (D) - 13. Richard B. Wigglesworth (R) - 14. Joseph William Martin (R) - 15. Charles L. Gifford (R) Michigan 17 Wahlbezirke - 1. Rudolph G. Tenerowicz (D) - 2. Earl C. Michener (R) - 3. Paul W. Shafer (R) - 4. Clare Hoffman (R) - 5. Bartel J. Jonkman (R) - 6. William W. Blackney (R) - 7. Jesse P. Wolcott (R) - 8. Fred L. Crawford (R) - 9. Albert J. Engel (R) - 10. Roy O. Woodruff (R) - 11. Fred Bradley (R) - 12. Frank Eugene Hook (D) - 13. George D. O’Brien (D) - 14. Louis C. Rabaut (D) - 15. John Dingell Sr. (D) - 16. John Lesinski Sr. (D) - 17. George Anthony Dondero (R) Minnesota 9 Wahlbezirke - 1. August H. Andresen (R) - 2. Joseph Patrick O’Hara (R) - 3. Richard Pillsbury Gale (R) - 4. Melvin Maas (R) - 5. Oscar Youngdahl (R) - 6. Harold Knutson (R) - 7. Herman Carl Andersen (R) - 8. William Pittenger (R) - 9. Rich T. Buckler (Farmer Labor Party) Mississippi 7 Wahlbezirke - 1. John E. Rankin (D) - 2. Wall Doxey (D) bis zum 28. September 1941 - Jamie L. Whitten (D) ab dem 4. November 1941 - 3. William M. Whittington (D) - 4. Aaron L. Ford (D) - 5. Ross A. Collins (D) - 6. William M. Colmer (D) - 7. Daniel R. McGehee (D) Missouri 13 Wahlbezirke - 1. Milton A. Romjue (D) - 2. William L. Nelson (D) - 3. Richard M. Duncan (D) - 4. C. Jasper Bell (D) - 5. Joe Shannon (D) - 6. Philip Allen Bennett (R) bis zum 7. Dezember 1942 - 7. Dewey Jackson Short (R) - 8. Clyde Williams (D) - 9. Clarence Cannon (D) - 10. Orville Zimmerman (D) - 11. John B. Sullivan (D) - 12. Walter C. Ploeser (R) - 13. John J. Cochran (D) Montana 2 Wahlbezirke - 1. Jeannette Rankin (R) - 2. James F. O’Connor (D) Nebraska 5 Wahlbezirke - 1. Oren S. Copeland (R) - 2. Charles F. McLaughlin (D) - 3. Karl Stefan (R) - 4. Carl Curtis (R) - 5. Harry B. Coffee (D) Nevada Staatsweite Wahl - James Graves Scrugham (D) bis zum 7. Dezember 1942 New Hampshire 2 Wahlbezirke - 1. Arthur B. Jenks (R) - 2. Foster Waterman Stearns (R) | New Jersey 14 Wahlbezirke - 1. Charles A. Wolverton (R) - 2. Elmer H. Wene (D) - 3. William H. Sutphin (D) - 4. D. Lane Powers (R) - 5. Charles Aubrey Eaton (R) - 6. Donald H. McLean (R) - 7. J. Parnell Thomas (R) - 8. Gordon Canfield (R) - 9. Frank C. Osmers (R) - 10. Fred A. Hartley (R) - 11. Albert L. Vreeland (R) - 12. Robert Kean (R) - 13. Mary Teresa Norton (D) - 14. Edward J. Hart (D) New Mexico Staatsweite Wahl - Clinton Presba Anderson (D) New York 43 Wahlbezirke: Außerdem wurden zwei Abgeordnete staatsweit gewählt - 1. Leonard W. Hall (R) - 2. William Bernard Barry (D) - 3. Joseph L. Pfeifer (D) - 4. Thomas H. Cullen (D) - 5. James J. Heffernan (D) - 6. Andrew Lawrence Somers (D) - 7. John J. Delaney (D) - 8. Donald L. O’Toole (D) - 9. Eugene James Keogh (D) - 10. Emanuel Celler (D) - 11. James A. O’Leary (D) - 12. Samuel Dickstein (D) - 13. Louis Capozzoli (D) - 14. Morris Michael Edelstein (D) bis zum 4. Juni 1941 - Arthur George Klein (D) ab dem 29. Juli 1941 - 15. Michael J. Kennedy (D) - 16. William T. Pheiffer (R) - 17. Kenneth F. Simpson (R) bis zum 25. Januar 1941 - Joseph C. Baldwin (R) ab dem 11. März 1941 - 18. Martin J. Kennedy (D) - 19. Sol Bloom (D) - 20. Vito Marcantonio (American Labor Party) - 21. Joseph A. Gavagan (D) - 22. Walter A. Lynch (D) - 23. Charles A. Buckley (D) - 24. James M. Fitzpatrick (D) - 25. Ralph A. Gamble (R) - 26. Hamilton Fish III (R) - 27. Lewis K. Rockefeller (R) - 28. William T. Byrne (D) - 29. E. Harold Cluett (R) - 30. Frank Crowther (R) - 31. Clarence E. Kilburn (R) - 32. Francis D. Culkin (R) - 33. Fred J. Douglas (R) - 34. Edwin Arthur Hall (R) - 35. Clarence E. Hancock (R) - 36. John Taber (R) - 37. William Sterling Cole (R) - 38. Joseph J. O’Brien (R) - 39. James Wolcott Wadsworth (R) - 40. Walter G. Andrews (R) - 41. Alfred F. Beiter (D) - 42. Pius L. Schwert (D) bis zum 11. März 1941 - John Cornelius Butler (R) ab dem 22. April 1941 - 43. Daniel A. Reed (R) - 44. Matthew J. Merritt (D) staatsweit gewählt - 45. Caroline Love Goodwin O’Day (D) staatsweit gewählt North Carolina 11 Wahlbezirke - 1. Herbert Covington Bonner (D) - 2. John H. Kerr (D) - 3. Graham Arthur Barden (D) - 4. Harold D. Cooley (D) - 5. Alonzo Dillard Folger (D) bis zum 30. April 1941 - John Hamlin Folger (D) ab dem 14. Juni 1941 - 6. Carl T. Durham (D) - 7. J. Bayard Clark (D) - 8. William O. Burgin (D) - 9. Robert L. Doughton (D) - 10. Alfred L. Bulwinkle (D) - 11. Zebulon Weaver (D) North Dakota 2 Abgeordnete die staatsweit gewählt wurden - Charles R. Robertson (R) - Usher L. Burdick (Nonpartisan Republican) Ohio 22 Wahlbezirke. Außerdem wurden zwei Abgeordnete staatsweit gewählt. - 1. Charles H. Elston (R) - 2. William E. Hess (R) - 3. Greg J. Holbrock (D) - 4. Robert Franklin Jones (R) - 5. Cliff Clevenger (R) - 6. Jacob E. Davis (D) - 7. Clarence J. Brown (R) - 8. Frederick Cleveland Smith (R) - 9. John F. Hunter (D) - 10. Thomas A. Jenkins (R) - 11. Harold K. Claypool (D) - 12. John Martin Vorys (R) - 13. Albert David Baumhart (R) bis zum 2. September 1942 - 14. Dow W. Harter (D) - 15. Robert T. Secrest (D) bis zum 3. August 1942 - 16. William R. Thom (D) - 17. J. Harry McGregor (R) - 18. Lawrence E. Imhoff (D) - 19. Michael J. Kirwan (D) - 20. Martin L. Sweeney (D) - 21. Robert Crosser (D) - 22. Frances P. Bolton (R) - 23. George H. Bender (R) staatsweit gewählt - 24. Stephen M. Young (D) staatsweit gewählt Oklahoma 8 Wahlbezirke. Außerdem wurde ein Abgeordneter staatsweit gewählt - 1. Wesley E. Disney (D) - 2. John Conover Nichols (D) - 3. Wilburn Cartwright (D) - 4. Lyle Boren (D) - 5. A. S. Mike Monroney (D) - 6. Jed Johnson (D) - 7. Sam C. Massingale (D) bis zum 17. Januar 1941 - Victor Wickersham (D) ab dem 1. April 1941 - 8. Ross Rizley (D) - 9. Will Rogers (D) staatsweit gewählt Oregon 3 Wahlbezirke - 1. James W. Mott (R) - 2. Walter M. Pierce (D) - 3. Homer D. Angell (R) Pennsylvania 34 Wahlbezirke - 1. Leon Sacks (D) - 2. James P. McGranery (D) - 3. Michael J. Bradley (D) - 4. John E. Sheridan (D) - 5. Francis R. Smith (D) - 6. Francis J. Myers (D) - 7. Hugh Scott (R) - 8. James Wolfenden (R) - 9. Charles L. Gerlach (R) - 10. J. Roland Kinzer (R) - 11. Patrick J. Boland (D) bis zum 18. Mai 1942 - Veronica Grace Boland (D) ab dem 3. November 1942 - 12. J. Harold Flannery (D) bis zum 3. Januar 1942 - Thomas B. Miller (R) ab dem 19. Mai 1942 - 13. Ivor D. Fenton (R) - 14. Guy L. Moser (D) - 15. Albert G. Rutherford (R) bis zum 10. August 1941 - Wilson D. Gillette (R) ab dem 4. November 1941 - 16. Robert F. Rich (R) - 17. J. William Ditter (R) - 18. Richard M. Simpson (R) - 19. John C. Kunkel (R) - 20. Benjamin Jarrett (R) - 21. Francis E. Walter (D) - 22. Harry L. Haines (D) - 23. James E. Van Zandt (R) - 24. J. Buell Snyder (D) - 25. Charles I. Faddis (D) bis zum 4. Dezember 1942 - 26. Louis E. Graham (R) - 27. Harve Tibbott (R) - 28. Augustine B. Kelley (D) - 29. Robert L. Rodgers (R) - 30. Thomas E. Scanlon (D) - 31. Samuel A. Weiss (D) - 32. Herman P. Eberharter (D) - 33. Joseph A. McArdle (D) bis zum 5. Januar 1942 - Elmer J. Holland (D) ab dem 19. Mai 1942 - 34. James A. Wright (D) Rhode Island 2 Wahlbezirke - 1. Aime Forand (D) - 2. John E. Fogarty (D) South Carolina 6 Wahlbezirke. - 1. Lucius Mendel Rivers (D) - 2. Hampton P. Fulmer (D) - 3. Butler B. Hare (D) - 4. Joseph R. Bryson (D) - 5. James Prioleau Richards (D) - 6. John Lanneau McMillan (D) South Dakota 2 Wahlbezirke - 1. Karl Earl Mundt (R) - 2. Francis H. Case (R) Tennessee 9 Wahlbezirke - 1. Brazilla Carroll Reece (R) - 2. John Jennings (R) - 3. Estes Kefauver (D) - 4. Albert Gore Sr. (D) - 5. Percy Priest (D) - 6. W. Wirt Courtney (D) - 7. Herron C. Pearson (D) - 8. Jere Cooper (D) - 9. Clifford Davis (D) Texas 21 Wahlbezirke - 1. Wright Patman (D) - 2. Martin Dies Jr. (D) - 3. Lindley Beckworth (D) - 4. Sam Rayburn (D) - 5. Hatton W. Sumners (D) - 6. Luther Alexander Johnson (D) - 7. Nat Patton (D) - 8. Albert Thomas (D) - 9. Joseph J. Mansfield (D) - 10. Lyndon B. Johnson (D) - 11. William R. Poage (D) - 12. Fritz G. Lanham (D) - 13. Ed Gossett (D) - 14. Richard M. Kleberg (D) - 15. Milton H. West (D) - 16. R. Ewing Thomason (D) - 17. Sam M. Russell (D) - 18. Eugene Worley (D) - 19. George H. Mahon (D) - 20. Paul Joseph Kilday (D) - 21. Charles L. South (D) Utah 2 Wahlbezirke - 1. Walter K. Granger (D) - 2. James W. Robinson (D) Vermont 1 Wahlbezirk (staatsweit) - 1. Charles Albert Plumley (R) Virginia 9 Wahlbezirke - 1. S. Otis Bland (D) - 2. Colgate Darden (D) bis zum 1. März 1941 - Winder R. Harris (D) ab dem 8. April 1941 - 3. Dave E. Satterfield (D) - 4. Patrick H. Drewry (D) - 5. Thomas G. Burch (D) - 6. Clifton A. Woodrum (D) - 7. Absalom Willis Robertson (D) - 8. Howard W. Smith (D) - 9. John W. Flannagan (D) Washington 6 Wahlbezirke - 1. Warren G. Magnuson (D) - 2. Henry M. Jackson (D) - 3. Martin F. Smith (D) - 4. Knute Hill (D) - 5. Charles H. Leavy (D) bis zum 1. August 1942 - 6. John M. Coffee (D) West Virginia 6 Wahlbezirke - 1. Robert Lincoln Ramsay (D) - 2. Jennings Randolph (D) - 3. Andrew Edmiston (D) - 4. George William Johnson (D) - 5. John Kee (D) - 6. Joe L. Smith (D) Wisconsin 10 Wahlbezirke - 1. Stephen Bolles (R) bis zum 8. Juli 1941 - Lawrence H. Smith (R) ab dem 29. August 1941 - 2. Harry Sauthoff (Wisconsin Progressive Party) - 3. William H. Stevenson (R) - 4. Thaddeus Wasielewski (D) - 5. Lewis D. Thill (R) - 6. Frank Bateman Keefe (R) - 7. Reid F. Murray (R) - 8. Joshua L. Johns (R) - 9. Merlin Hull (Wisconsin Progressive Party) - 10. Bernard J. Gehrmann (Wisconsin Progressive Party) Wyoming Staatsweite Wahlen - John J. McIntyre (D) |

Nicht stimmberechtigte Mitglieder im Repräsentantenhaus:
- Alaska-Territorium:
  - Anthony Dimond (D)
- Hawaii-Territorium:
  - Samuel Wilder King (D)
- Philippinen: 
  - Joaquín Miguel Elizalde
- Puerto Rico:
  - Bolívar Pagán